# Ivan Tričkovski
Ivan Tričkovski (Skopie, Yugoslavia, 18 de abril de 1987) es un exfutbolista internacional macedonio que jugaba de centrocampista.

## Carrera
Ivan Tričkovski comenzó en la cantera del FK Vardar, aunque dos años después fichó por el FK Rabotnički Skopje. Su sensacional actuación con el equipo macedonio hizo que al año siguiente fuese fichado por el Estrella Roja de Belgrado, uniéndose al conjunto serbio en enero de 2008. En 2008 fue convocado para la selección absoluta de Macedonia del Norte, en un partido ante Serbia. Ese mismo año también debutó en la Liga de Campeones de la UEFA, enfrentándose al que posteriormente sería su equipo, el APOEL de Nicosia, durante la vuelta. Su tanto en el minuto 116 le permitió al Estrella Roja pasar a la siguiente fase.
La temporada siguiente se marchó en condición de cedido al Enosis Neon Paralimni griego, disputando 29 partidos y anotando ocho goles. Finalmente, el APOEL de Nicosia fichó a Tričkovski por 300 000 € en mayo de 2010. Ese mismo año ayudó al APOEL a conquistar su vigésima liga, permitiéndole disputar la Liga de Campeones de la UEFA. Durante la ronda clasificatoria de la Liga de Campeones, fue quién abrió el marcador ante el Shakhtar Donetsk, en el minuto 61. También fue quién lanzó uno de los cuatro penaltis ante el Olympique de Lyon en los dieciseisavos de final, permitiendo pasar al APOEL a cuartos de final, donde cayó frente al Real Madrid por 8 a 2.
En junio de 2012, Tričkovski firmó por el Club Brujas de la Primera División belga. La temporada siguiente se marchó cedido al Waasland-Beveren, regresando al Brujas a finales de 2014. Al carecer de oportunidades de participar como titular en el equipo belga, Tričkovski fichó por el Al-Nasr árabe, aunque en 2015 recibió la oferta del Legia de Varsovia, debutando con el club polaco ante el Piast Gliwice el 15 de agosto.
En 2016 fichó por el club chipriota de Primera División AEK Larnaca. El 1 de agosto de 2019, marcó cuatro goles, la mejor marca de su carrera, en la victoria a domicilio por 4-0 contra el Levski Sofia búlgaro en un partido de la segunda ronda de clasificación de la Liga Europa de la UEFA.

## Palmarés

### Títulos nacionales
| Título                                     | Club             | País   | Año     |
| ------------------------------------------ | ---------------- | ------ | ------- |
| Primera División de Chipre                 | APOEL de Nicosia | Chipre | 2010-11 |
| Supercopa de Chipre                        | APOEL de Nicosia | Chipre | 2011    |
| Copa de Liga de los Emiratos Árabes Unidos | Al-Nasr S. C.    | EAU    | 2014-15 |
| Copa Presidente de Emiratos Árabes Unidos  | Al-Nasr S. C.    | EAU    | 2014-15 |
| Copa de Chipre                             | AEK Larnaca      | Chipre | 2017-18 |
| Supercopa de Chipre                        | AEK Larnaca      | Chipre | 2018    |